# Arje Gamli'el
Arje Gamli'el (hebrejsky: אריה גמליאל) byl izraelský politik a poslanec Knesetu za stranu Šas.

## Biografie
Narodil se 11. března 1951 v Beerševě. Vystudoval náboženskou střední školu a vyšší školu talmudských studií, kterou pak řídil. Hovoří židovsko-jemenskou variantou arabštiny.

## Politická dráha
Působil v židovském náboženském školství a publikoval religiózní odborné texty.
V izraelském parlamentu zasedl poprvé po volbách v roce 1988, kdy kandidoval za stranu Šas. Působil jako člen parlamentního výboru práce a sociálních věcí a výboru pro vzdělávání a kulturu. Mandát obhájil ve volbách v roce 1992. Pracoval pak jako člen výboru pro ekonomické záležitosti, výboru pro drogové závislosti a výboru státní kontroly. Znovu byl zvolen ve volbách v roce 1996.
Opětovně se do parlamentu dostal ve volbách v roce 1999. Zastával poté funkci člena výboru pro zahraniční záležitosti a obranu a výboru státní kontroly.
Zastával i četné vládní posty. V letech 1992–1993 byl náměstkem ministra bydlení a výstavby, v letech 1996–1997, znovu v letech 1997–1998 a po krátké přestávce opět v letech 1998–1999 byl náměstkem ministra náboženských služeb.
Ve volbách v roce 2003 mandát neobhájil.